# 索盧韋齊縣

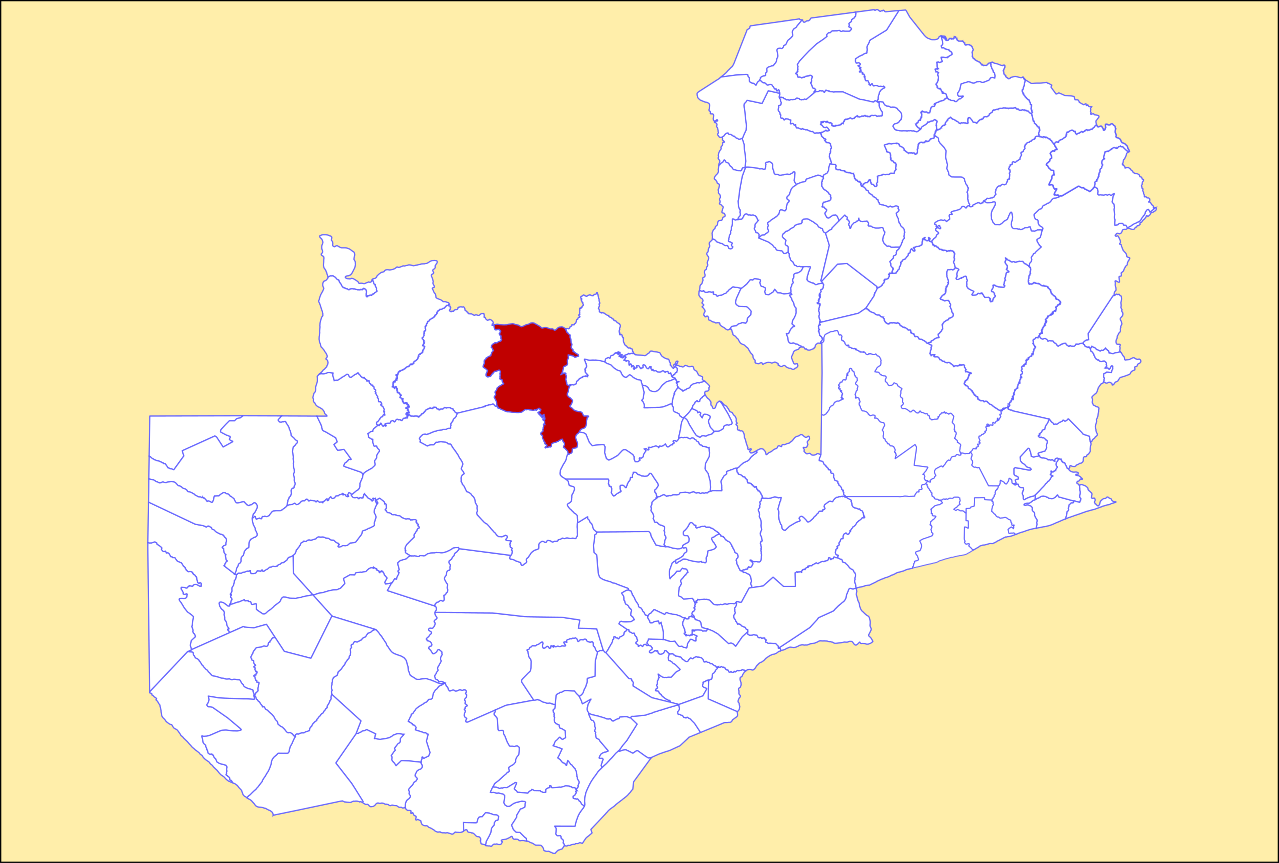

12°25′S 26°00′E / 12.417°S 26.000°E
索盧韋齊縣（英語：Solwezi District），是贊比亞的縣份，位於該國西北部，由西北省負責管轄，首府設於索盧韋齊，面積30,261平方公里，2010年人口254,470，人口密度每平方公里8.4人。